# Hapalopus formosus
Hapalopus formosus is een spinnensoort in de taxonomische indeling van de vogelspinnen (Theraphosidae).
Het dier behoort tot het geslacht Hapalopus. De wetenschappelijke naam van de soort werd voor het eerst geldig gepubliceerd in 1875 door Ausserer.